# New York Cancer Hospital
El New York Cancer Hospital fue un hospital histórico ubicado en Nueva York, Nueva York. El New York Cancer Hospital se encuentra inscrito  en el Registro Nacional de Lugares Históricos desde el 29 de abril de 1977. Tras varias décadas de abandono, a mediados de la década de 2000 el edificio fue convertido en 17 pisos de lujo y renombrado 455 Central Park West, con precios de salida a venta de entre 3.5 millones y 7 millones de dólares.

## Ubicación
New York Cancer Hospital se encuentra en el condado de Nueva York en las coordenadas 40°47′52″N 73°57′39″O / 40.797778, -73.960833.